# Itagaki Seishiro
Seishirō Itagaki (板垣 征四郎 (Bản Viên Chinh Tứ Lang) Itagaki Seishirō,  21 tháng 1 năm 1885 – 23 tháng 12 năm 1948) là một sĩ quan quân đội và chính trị gia Nhật Bản, từng là tướng trong Quân đội Đế quốc Nhật Bản trong Thế chiến II và Bộ trưởng Chiến tranh từ năm 1938 đến năm 1939.
Itagaki là kẻ chủ mưu chính đằng sau Sự kiện Phụng Thiên và giữ các chức vụ tham mưu trưởng có uy tín trong Quân đội Quan Đông và Quân đội Viễn chinh Trung Quốc trong thời kỳ đầu Chiến tranh Trung-Nhật lần thứ hai. Itagaki trở thành Bộ trưởng Chiến tranh nhưng đã từ bỏ ân sủng sau thất bại của Nhật Bản trong các cuộc xung đột biên giới Xô-Nhật, giữ chức tướng cho một số quân đội dã chiến cho đến khi quân Nhật đầu hàng ở Đông Nam Á vào năm 1945. Itagaki bị Tòa án Quân sự Quốc tế vùng Viễn Đông kết tội tội ác chiến tranh và hành quyết năm 1948.